# Rhyacophila paratecta
Rhyacophila paratecta är en nattsländeart som beskrevs av Wolfram Mey 1996. Rhyacophila paratecta ingår i släktet Rhyacophila och familjen rovnattsländor. Inga underarter finns listade i Catalogue of Life.